# Jozef Síkela

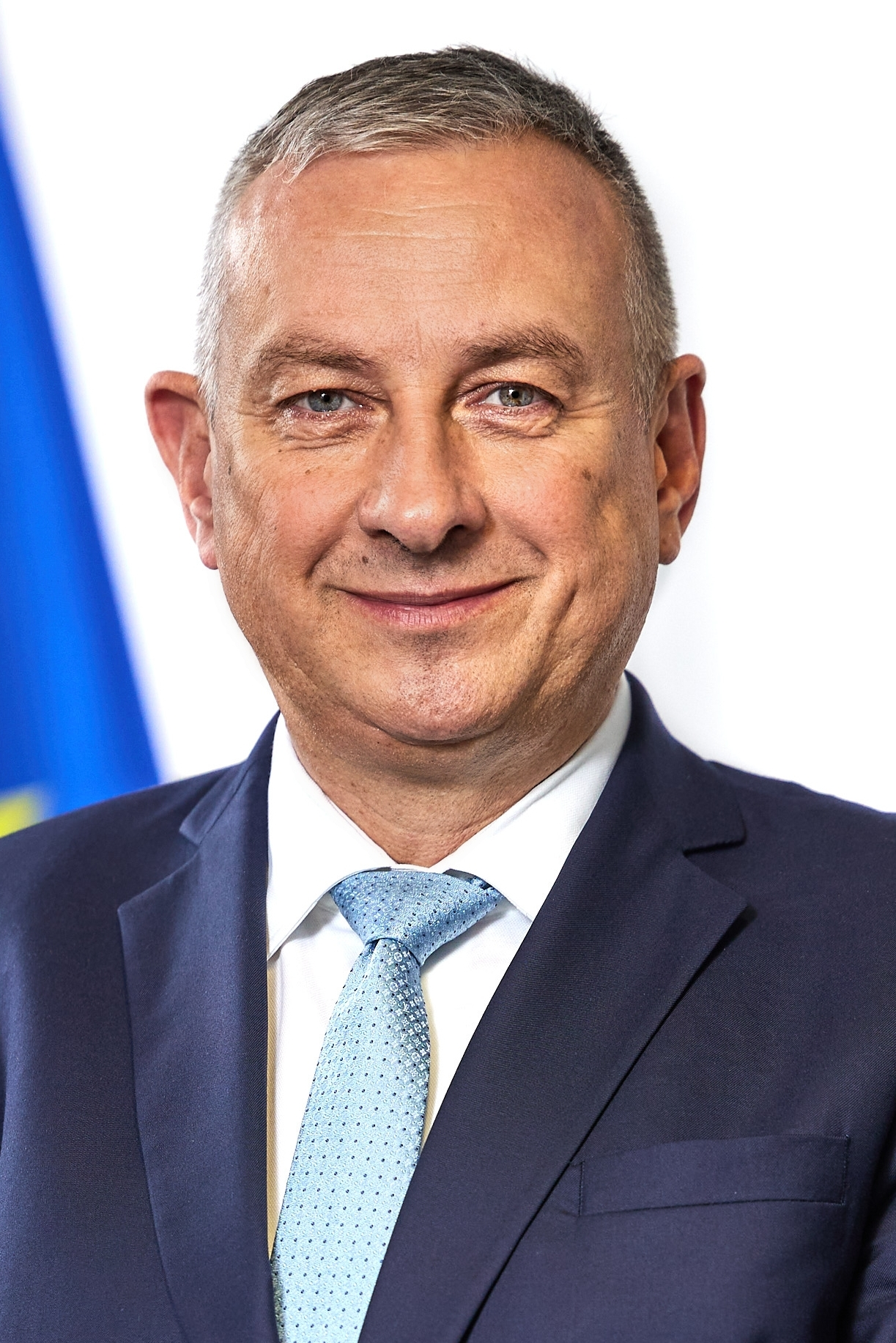
Jozef Síkela (2023)

Jozef Síkela (* 17. Juni 1967 in Rokycany) ist ein tschechischer Politiker, Investor und Bankmanager slowakischer Abstammung. Seit dem 1. Dezember 2024 ist er EU-Kommissar für internationale Partnerschaften. Zuvor war er Minister für Industrie und Handel in der Regierung Petr Fiala.

## Leben
Síkela wurde in der westböhmischen Kleinstadt Rokycany geboren. Seine Eltern stammten aus der Slowakei, die Mutter gehörte der ungarischen Minderheit an.
Síkela studierte von 1986 bis 1991 an der Wirtschaftsuniversität Prag. Im Revolutionsjahr 1989 beteiligte er sich an der Organisation von Studentenstreiks. Bis 1995 arbeitete er in Wien für die österreichische Bank Creditanstalt AG. Anschließend kehrte er nach Prag zurück, wo er im Management der Bank Austria und der Slovenská sporiteľňa arbeitete. Von 2006 bis 2010 war er CEO der Erste Bank Ukraine, von 2010 bis 2014 der Slovenská sporiteľňa. Von 2015 bis 2020 war er Vorstandsmitglied der Erste Group Bank AG.
Am 17. Dezember 2021 wurde Síkela für die Bürgermeisterpartei STAN als Minister für Industrie und Handel in der Regierung von Premier Petr Fiala angelobt. Er trat am 7. Oktober 2024 von dieser Funktion zurück, da er als Kommissar für internationale Partnerschaften für die Europäische Kommission in der Kommission von der Leyen II nominiert wurde. Dieses Amt trat er am 1. Dezember 2024 an.
Síkela ist verheiratet und Vater einer Tochter.